# Robert Mitchum
Robert Charles Durman Mitchum (Bridgeport, Connecticut, Sjedinjene Države, 6. kolovoza 1917., - Santa Barbara, Kalifornija, Sjedinjene Države, 1. srpnja 1997.) bio je američki glumac, pisac, skladatelj i pjevač, najpoznatiji po više glavnih uloga u Film noiru, te se smatra jednim od prvih filmskih anti-junaka.
Rođen je u siromašnoj obitelji u Bridgeportu u državi Connecticut. Tijekom djetinstva i mladosti često je bio umiješan u tuče i nevolje, te je radi toga više puta izbačen iz škole. 1930. seli se u New York, napušta obitelj i putuje po cijeloj zemlji u željezničkim vagonima, radeći svakakve poslove, između ostalog i kao profesionalni boksač. U doba velike krize bio je i uhićen kao lutalica.  Od 1936. nastanjuje se u Long Beachu u Kaliforniji gdje radi kao 
ghostwriter, te se pridružuje kazališnoj skupini gdje glumi i piše kraće kazališne komade.
Radi živčanog sloma, uzrokovanog stresom na poslu, traži posao kao glumac. Isprva glumi negativce u B-vestern seriji Hopalong Cassidy (1942. – 1943.), te potom glumi manje uloge u nizu filmova raznih studija. Nakon filma Thirty Seconds Over Tokyo (1944.), potpisuje sedmogodišnji ugovor s RKO Pictures. Nakon vesterna Nevada (1944.), RKO Mitchuma posuđuje United Artists-u za ulogu u uspješnom ratnom filmu The Story of G.I. Joe (1945.), koja mu donosi i jedinu nominaciju za Oscara najboljeg sporednog glumca. 
U drugoj polovici 1940-ih, Mitchum je postao jedan od najznačajnih glumaca u film noiru. Iz tog perioda posebno se ističu filmovi Crossfire (1947.) i Out of the Past (1947.), te vesterni Blood on the Moon (1948.) i Rachel and the Stranger (1948.). Noiru se vraća 1949., ulogom u The Big Steal.  Tijekom 1950-ih i 1960-ih nastupa u nizu raznih žanrova, ali kreira relativno homogen lik opuštenog i samouvjerenog anti-junaka, s tek manjim varijacijama između pojedinih filmova. Između daljnih uloga ističu se: Macao (1950.), The Grass Is Greener (1960.), Cape Fear (1962.), Ryan's Daughter (1970.), Farewell, My Lovely (1975.), Posljednji tajkun (1976.), kao i tv serija Vjetrovi rata (1983.). 
Njegovi sinovi James i Christopher Mitchum, također su glumci.

## Izabrana filmografija
- The Story of G.I. Joe (1945.)
- Out of the Past (1947.)
- Blood on the Moon (1948.)
- Macao (1952.)
- The Night of the Hunter (1955.)
- Cape Fear (1962.)
- Jahač bez milosti (1969.)
- Ryan's Daughter (1970.)
- Farewell, My Lovely (1975.)
- Posljednji tajkun (1976.)
- Vjetrovi rata (1983.) (tv serija)

## Vanjske poveznice
- Robert Mitchum u internetskoj bazi filmova IMDb-u (engl.)
- angelfire.com/